# Триндади и Мартим Вас
 Тази статия е за бразилския архипелаг.  За острова в Карибско море вижте Тринидад (остров).  
Триндади и Мартим Ваз (на португалски: Trindade e Martim Vaz) е бразилски архипелаг в Атлантическия океан, със статут на федерална територия към щат Еспириту Санту. Отстои на около 1200 километра на изток от Витория, столицата на щата.
Архипелагът се състои от 2 основни острова – (Триндади и Мартим Ваз), отдалечени 48 km един от друг, като общата повърхност е 10,4 km². Островите се смятат от моряците като огромна стена в средата на Атлантическия океан. Те са ненаселени, с изключение на един гарнизон от 32-ма войника от ВМС на Бразилия, във военноморска база на остров Триндади.
По време на управлението на португалския крал Мануел I, днешният остров Триндади бива открит през 1501 от галисийския мореплавател Жуау да Нова, които първоначално го нарича остров „Възнесение“ (на португалски: Ilha de Assunção); почти година по-късно, португалският мореплавател Ещевау да Гама го посещава и го нарича „Триндади“, име запазило се до днес. Острова остава притежание на Португалия до независимостта на Бразилия. През 1890 г., Обединеното кралство окупира Триндади, но след 6 години го изоставя, след сключване на споразумение между двете страни, с посредничеството на Португалия.